# Gouvernement Joseph-Alfred Mousseau
Québec
Gouvernement Chapleau Gouvernement Ross
Le mandat du gouvernement de Joseph-Alfred Mousseau, devenu premier ministre du Québec à la suite de la démission de son prédécesseur Joseph-Adolphe Chapleau, s'étendit du 31 juillet 1882 au 23 janvier 1884. C'est Chapleau lui-même qui lui a demandé de lui succéder car il avait décidé de faire le saut en politique fédérale.

## Caractéristiques
Comme Chapleau avant lui, Mousseau subit les attaques de l'aile droite du Parti conservateur mais il est moins habile que lui pour les contrer. Sa position devient vite intenable lorsque les ultramontains commencent à le soupçonner de remettre à jour la loi Chauveau sur l'Instruction publique et ainsi "laïciser" l'éducation. De leur côté, le Parti libéral d'Honoré Mercier accuse le gouvernement de corruption électorale et J. A. Mousseau d'être la marionnette de Chapleau. C'est avec un soupir de soulagement que le premier ministre démissionne en janvier 1884.

## Chronologie
- 31 juillet 1882 : assermentation du cabinet Mousseau devant le lieutenant-gouverneur Théodore Robitaille. Comme celui de Chapleau, il ne comprend aucun ultramontain.
- Août 1882 : Mousseau sort difficilement vainqueur lors de l'élection partielle dans la circonscription de Jacques-Cartier. Honoré Mercier, le chef libéral, l'accuse ouvertement d'avoir corrompu des électeurs.
- 18 janvier 1883 : ouverture de la deuxième session de la Cinquième Législature. Mousseau y subit les attaques successives des libéraux de Mercier et de l'aile ultramontaine de son Parti. Celle-ci le soupçonne de vouloir ressusciter la loi Chauveau sur l'Instruction publique.
- 1er mai 1883 : Mercier conteste en cour l'élection de Mousseau dans Jacques-Cartier. Trois hôteliers lui auraient promis leurs votes contre la levée de leurs amendes.
- 4 mai 1883 : Mousseau consent à l'invalidation de son élection.
- Septembre 1883 : Mousseau remporte la nouvelle élection partielle de Jacques-Cartier par 109 voix de majorité.
- Automne 1883 : Mousseau tente de faire entrer John Jones Ross et Louis-Olivier Taillon, des ultramontains modérés, dans son cabinet. Ceux-ci lui apposent leur refus.
- 16 novembre 1883 : les libéraux remportent l'élection partielle de Lévis. Des conservateurs fédéraux influents commencent à demander la démission de Mousseau.
- 10 janvier 1884 : sur le conseil de Chapleau, Mousseau annonce sa démission, Ottawa lui ayant promis un poste de juge. Le lieutenant-gouverneur Robitaille choisit John Jones Ross, président du Conseil législatif, pour lui succéder.

## Composition
| Rôle                                                | Titulaire                        |
| --------------------------------------------------- | -------------------------------- |
| Premier ministre                                    | Joseph-Alfred Mousseau           |
| Solliciteur général                                 | Joseph-Alfred Mousseau           |
| Procureur général                                   | Joseph-Alfred Mousseau           |
| Secrétaire provincial                               | Jean Blanchet                    |
| Trésorier provincial                                | Jonathan Saxton Campbell Würtele |
| Commissaire de l'Agriculture et des Travaux publics | Élisée Dionne                    |
| Commissaire des Terres de la Couronne               | William Warren Lynch             |
| Commissaire des Chemins de fer                      | Henry Starnes                    |